# باغدشت (رودسر)
باغدشت ، روستایی از توابع بخش کلاچای شهرستان رودسر در استان گیلان ایران است.

## جمعیت
این روستا در دهستان بی‌بالان قرار دارد و براساس سرشماری مرکز آمار ایران در سال ۱۳۸۵، جمعیت آن ۲۱۷ نفر (۶۷خانوار) بوده‌است.